# Nicàtor oriental
El nicàtor oriental (Nicator gularis) és un ocell de la família dels nicatòrids (Nicatoridae).

## Hàbitat i distribució
Habita boscos i matolls al sud de Somàlia i centre i sud-est de Kenya, cap al sud, a través de Tanzània, centre i est de Zàmbia, Malawi, Zimbabwe i Moçambic fins l'extrem oriental d l'Àfrica meridional.